# Tefrifonolita
La tefrifonolita és un màfic per a la roca ígnia extrusiva intermèdia que té una composició entre la fonotefrita i la fonolita. Conté entre el 9% i el 14% de minerals alcalins (Na₂O i K₂O) i entre el 48% i el 57% de sílice (SiO₂) (vegeu Classificació TAS).
L'erupció del Vesuvi del 79 que va destruir Pompeia i Herculà va emetre tefrifonolites.